# أندريا مارتن (ملحنة)
أندريا مارتن (بالإنجليزية: Andrea Martin)‏ هي ملحنة ومغنية مؤلفة أمريكية، ولدت في 14 أبريل 1972 في بروكلين في الولايات المتحدة.

## وصلات خارجية
- أندريا مارتن على موقع IMDb (الإنجليزية)
- أندريا مارتن على موقع ميوزك برينز (الإنجليزية)
- أندريا مارتن على موقع أول ميوزيك (الإنجليزية)
- أندريا مارتن على موقع أول ميوزيك (الإنجليزية)
- أندريا مارتن على موقع ديسكوغز (الإنجليزية)